# Новиков, Георгий Григорьевич
Георгий Григорьевич Новиков — советский хозяйственный, государственный и политический деятель, Герой Социалистического Труда.

## Биография
Родился в 1920 году в селе Красное. Член КПСС с 1945 года.
Участник Великой Отечественной войны, командир отделения 263-го стрелкового полка 106-й стрелковой дивизии Центрального фронта, разведчик, командир отделения, командир взвода пешей разведки 1225-го стрелкового полка 369-й стрелковой дивизии 2-го Белорусского фронта. С 1946 года — на хозяйственной, общественной и политической работе. В 1946—1983 гг. — гравёр, инструктор художественной мастерской, алмазчик-шлифовщик экспериментальных образцов Никольского завода «Красный Гигант» Министерства оборонной промышленности СССР.
Указом Президиума Верховного Совета СССР от 26 апреля 1971 года присвоено звание Героя Социалистического Труда с вручением ордена Ленина и золотой медали «Серп и Молот».
Делегат XXIV съезда КПСС.
Умер в Никольске в 1990 году.